# Носово (Пыталовский район)
Носово (в 1925—1945 годах — Пурвмала, латыш. Purvmala) — деревня в России, в Пыталовском районе Псковской области.
Деревня расположена в 8 км к северо-западу от города Пыталово на реке Кухва.

## Население
| 2001 | 2002 | 2010 |
| ---- | ---- | ---- |
| 241  | ↘230 | ↗259 |

Численность населения составляет 241 житель (2001 год).

## История
До 1920 гг. деревня числится в Толковской волости Островского уезда Псковской губернии.
C 1920 до 1944 гг. входила в состав Латвии. В 1920—1922 годах в Толковской волости, в 1922—1925 годах в Боковской волости Лудзенского уезда. В 1925 году был переименован в Пурвмала  (латыш. Purvmala). В 1925—1944 годах была центром Пурвмальской волости Яунлатгальского (Абренского) уезда Латвии. В январе 1945 года деревня вместе с районом была передана в состав РСФСР в рамках тогда же созданного 16 января 1945 года Пыталовского района Псковской области (фактически её управление было передано властям Псковской области, образованной 23 августа 1944 года, в тот же период, что было мотивировано отсутствием иных органов власти на данных землях во время Великой Отечественной войны).
Бывший административный центр Носовской волости (в 1995—2015 гг.) в Пыталовском районе Псковской области.